# Nericonia fuscicornis
Nericonia fuscicornis är en skalbaggsart som beskrevs av Aurivillius 1927. Nericonia fuscicornis ingår i släktet Nericonia och familjen långhorningar.
Artens utbredningsområde är Filippinerna. Inga underarter finns listade i Catalogue of Life.